# Lappula tianschanica
Lappula tianschanica är en strävbladig växtart som beskrevs av Mikhail Grigoríevič Popov och Zakirov. Lappula tianschanica ingår i släktet piggfrön, och familjen strävbladiga växter.

## Underarter
Arten delas in i följande underarter:
- L. t. altaica
- L. t. gracilis